# Eastern Caribbean Securities Exchange
Die Eastern Caribbean Securities Exchange (ECSE) ist die erste regionale Wertpapierbörse der westlichen Hemisphäre. Sie wurde von der Eastern Caribbean Central Bank (ECCB) gegründet und betreut die acht Mitgliedsgebiete Anguilla, Antigua und Barbuda, Dominica, Grenada, Montserrat, St. Kitts und Nevis, St. Lucia sowie St. Vincent und die Grenadinen. Ihr Hauptsitz befindet sich in Basseterre auf der Insel St. Kitts.

## Geschichte
Die Eastern Caribbean Securities Exchange (ECSE) ist eine vollelektronische Regionalbörse, die von der Eastern Caribbean Central Bank (ECCB) im Rahmen eines Programms zur Entwicklung der Geld- und Kapitalmärkte in der Ostkaribischen Währungsunion (ECCU) gefördert wurde. Die ECSE wurde im Oktober 2001 zusammen mit zwei Tochtergesellschaften, dem Eastern Caribbean Central Securities Registry (ECCSR) und dem Eastern Caribbean Central Securities Depository (ECCSD), gegründet, um die Infrastruktur für Handel, Clearing und Abwicklung sowie Registrierung und Übertragung von Finanzanlagen auf dem Eastern Caribbean Securities Market (ECSM) und später auch auf dem Regional Government Securities Market (RGSM) bereitzustellen. Die ECCSR wurde anschließend im Rahmen einer Rationalisierungsmaßnahme des Konzerns aufgelöst und ihre Aktivitäten in die ECCSD integriert. In Übereinstimmung mit den Branchennormen entwickelte sich die ECCSD zu einem Full-Service-CSD mit einem umfassenden Angebot an Nachhandelsdienstleistungen.
Die Märkte wurden als Reaktion auf festgestellte Lücken in der Finanzinfrastruktur der ECCU entwickelt, wo die Finanzintermediation hauptsächlich auf Bankfinanzierung basierte, was zu einem bankzentrierten Finanzsystem führte. Darüber hinaus gab es begrenzte Investitionsmöglichkeiten, unzureichende Preis- und Vertriebsmechanismen für Wertpapiere und minimale Kapitalflüsse innerhalb der ECCU.